# 梅尔茨豪森
梅尔茨豪森是德国巴登-符腾堡州的一个市镇。总面积2.76平方公里，总人口4898人，其中男性2311人，女性2587人（2011年12月31日），人口密度1 775人/平方公里。